# Risoluzione 358 del Consiglio di sicurezza delle Nazioni Unite
La risoluzione 358 del Consiglio di sicurezza delle Nazioni Unite, adottata all'unanimità il 15 agosto 1974, ha rilevato la profonda preoccupazione per il persistere di violenze e spargimenti di sangue a Cipro e ha deplorato il mancato rispetto della risoluzione 357. Il Consiglio ha ricordato le sue precedenti risoluzioni in materia, ha insistito sulla loro piena attuazione chiedendo a tutte le parti di osservare immediatamente e rigorosamente il cessate il fuoco.